# Безкоровайний Володимир Герасимович
Володи́мир Гера́симович Безкорова́йний (16 серпня 1944 — 23 січня 2017) — український військовий і громадський діяч, кандидат військових наук, віцеадмірал, в 1993—1996 роках — командувач Військово-Морських Сил України.

## Життєпис
Володимир Герасимович Безкоровайний народився 16 серпня 1944 року в місті Умань Черкаської області в сім'ї робітника. В дванадцять років залишився без батька, а в п'ятнадцять — без матері. Після закінчення середньої школи працював слюсарем на заводі.

### У радянському флоті
У Військово-морському флоті з 1962 року: закінчив Севастопольський навчальний загін, служив кермовим на ескадреному міноносці «Безупрєчний» проекту 30-біс Чорноморського флоту. Потім до 1967 року навчався на штурманському факультеті Каспійського вищого військово-морського училища імені С. М. Кірова (Баку).
Після закінчення училища був направлений для подальшої служби на Північний флот. Службу проходив на посадах командира електронавігаційної групи, командира штурманської бойової частини та помічника командира атомного підводного човна.
З 1973-го по 1974 рік  — слухач Вищих спеціальних ордена Леніна класів ВМФ у Ленінграді. Після навчання був призначений на посаду старшого помічника командира, а в 1977 році — командиром атомного ракетного підводного крейсера стратегічного призначення.
У 1982 — 1984 рр. навчався у Військово-морській академії імені А. А. Гречко (Ленінград). Після закінчення навчання був призначений на посаду начальника штабу 41-ї дивізії ракетних атомних підводних крейсерів стратегічного призначення. А в липні 1984 року — командиром цієї ж дивізії.
Командуючи дивізією, Володимир Герасимович активно займався воєнно-науковою роботою, досліджував і розробляв нові способи застосування балістичних ракет підводних човнів з різних положень РПКСН. За дослідження в галузі бойового використання атомних підводних човнів нагороджений Золотою медаллю Академії наук СРСР.
У липні 1988 року контрадмірал Безкоровайний призначений на посаду начальника штабу — заступника командувача 3-ї флотилії атомних підводних човнів Північного флоту. А у жовтні 1990 року — командувача флотилії. У 1992 році В. Г. Безкоровайному присвоєне чергове військове звання — віце-адмірал.
З 1992 по 1993 рік — слухач Воєнної академії Генерального штабу ЗС СРСР. Навчаючись в академії В. Г. Безкоровайний продовжував займатися науковою роботою в галузі розробки тактичних прийомів застосування морського компоненту стратегічних ядерних сил. Разом з дипломом випускника Академії ГШ Володимир Герасимович захистив ступінь кандидата військових наук з оперативного мистецтва ВМФ.

### У лавах Збройних сил України
Після здобуття Україною незалежності дії керівництва Російської Федерації та командувача Чорноморським флотом адмірала Ігоря Касатонова створювати загрозу безпеці Української держави. Для приведення ситуації в правове поле України, Президент України Леонід Кравчук поставив завдання Міністерству оборони розпочати пошук нової кандидатури на посаду командувача Чорноморським флотом. Відповідно до Ялтинських угод, призначення командувача Чорноморським флотом мало відбутися спільним указом Президентів України і Російської Федерації.
Від імені Міністра оборони України цю посаду було запропоновано зайняти віце-адміралу Безкоровайному, однак проти цього призначення різко виступило Міністерство оборони Росії. Безкоровайному були запропоновані посада заступника начальника Військово-морської академії імені Кузнєцова, а потім — першого заступника начальника Головного штабу ВМФ РФ. Від обох пропозицій він відмовився, прийнявши однозначне рішення продовжити службу в Збройних силах України.
У червні 1993 року Володимир Безкоровайний здав справи в ЗС РФ і в липні прибув до Києва. Після зустрічі з Міністром оборони України генерал-полковником Костянтином Морозовим, був зарахований до Збройних Сил України і призначений представником Міністерства оборони у Військово-Морських силах України.
У вересні 1993 брав участь у переговорах про розділ Чорноморського флоту, про що згодом написав мемуари.

Соратники: Герой Радянського Союзу віце-адмірал Володимир Пилипенко, контрадмірал Сергій Рибак, віце-адмірал Володимир Безкоровайний і віце-адмірал Микола Клітний

8 жовтня 1993 року Указом Президента України віце-адмірал Володимир Безкоровайний призначений на посаду командувача Військово-Морських Сил України. Будівництво українського флоту тільки розпочиналося — у підпорядкуванні нового командувача були тільки штаб, у якому відбувалися процеси формування управлінь, відділів і служб, деякі берегові частини і чотири корабля — первісток ВМС України СКР-112, добудовані українськими підприємствами фрегат «Гетьман Сагайдачний», великий розвідувальний корабель «Славутич», десантний корабель на повітряній подушці «Донецьк». Але вже наступного місяця до Севастополя увійшов перший корабель, закладений в незалежній Україні — корвет «Луцьк».
Першими кроками Володимира Безкоровайного було припинення політизації штабу ВМС, організація його професійної роботи і спроба змінити стосунки з Чорноморським флотом з конфронтації на співпрацю. Однак адмірала чекали серйозні випробування, адже формування флоту тільки починалося, починався і новий виток напруги українсько-російських відносин… Цей період відзначався спробою (з подачі російського командувача флоту) збройного захоплення морської інженерної служби Миколаївського й Одеського гарнізонів, чиї офіцери й службовці побажали служити Україні, провокативними заявами ЗМІ Чорноморського флоту після вбивства невідомими начальника прес-центру ЧФ Лабєзнікова, політичними заявами після присяги на вірність Україні військовослужбовців госпітальної бази і госпіталю ЧФ у Миколаєві.
Конфлікт в Одесі і події, які за ним слідували, змусили Президентів України і Росії провести чергову зустріч 15 квітня в Москві. за результатами переговорів Леоніда Кравчука і Бориса Єльцина прийнято Угоду про поетапне врегулювання проблеми Чорноморського флоту.
У березні були відновлені, після «евакуації» росіян та введені в експлуатацію радіонавігаційні станції та гідрографічне устаткування Одеського і Миколаївського гідрографічних районів, почали діяти маяки, кораблі ВМС стали планово відпрацьовувати завдання бойової підготовки.
Зустрічі Володимира Безкоровайного з заступником Головнокомандувача Об'єднаних Збройних сил НАТО в Південній Європі генералом Антоніо Мілані, послом США Вільямом Міллером, Великої Британії Саймоном Гімансом та Італії Вітторіо Сурдотою й іншими дипломатами мали важливе значення для подальшої організації міжнародного співробітництва ВМС України. Наслідком цих зустрічей стало запрошення Військово-Морських Сил взяти участь у святкуванні 50-ї річниці Нормандського десанту у французькому порті Руан.
26 червня 1994 року «Гетьман Сагайдачний» вийшов з Севастопольської бухти і взяв курс в океан. З прибуттям фрегата «Гетьман Сагайдачний» до Руану туди прибув і командувач ВМС України віце-адмірал Володимир Безкоровайний, який представляв командування Збройних сил незалежної України. Перший далекий морський похід флагмана ВМС України фрегата «Гетьман Сагайдачний» успішно завершився 7 серпня. Естафету участі у міжнародних навчаннях у нього перейняли корвет «Луцьк» і корабель управління «Славутич», які, відповідно, з 25 по 27 липня та з 17 по 31 жовтня взяли участь у міжнародних миротворчих навчань «Бриз-94» в Болгарії та «Морський партнер-94» в Румунії.
За ініціативи командувача і штабу ВМС, 7 жовтня 1994 року вийшов Указ Президента України «Про організацію шефства над кораблями Військово-Морських Сил». Шефство покращило матеріально-технічне забезпечення українського флоту. 6 грудня 1994 року, в День Збройних Сил України, Володимир Безкоровайний провів у Севастополі першу конференцію Військової ради ВМС з керівниками областей і регіонів України з практичного виконання Указу Президента України «Про шефство над кораблями Військово-Морських Сил». За кожним кораблем і військовою частиною було закріплено конкретне місто, район чи область. І незабаром допомога районів стала більш відчутною і направлялася на вирішення найскладніших матеріальних проблем ВМС.
Тим часом 9 травня 1997 року в Сочі Борисом Єльциним і Леонідом Кучмою була підписана «Угода між Російською Федерацією і Україною по Чорноморському флоту». Підписана угода передбачала «окреме базування» Чорноморського флоту Росії і Військово-Морських Сил України. Використовуючи термін «окреме базування», командування ЧФ і московські політики ставили питання виводу штабу ВМС України з Севастополя. Питання постало достатньо гостро і Міністерством оборони була висунута пропозиція перевести штаб ВМС до Києва. Це стало причиною конфлікту віце-адмірала Володимира Безкоровайного з Міністром оборони Валерієм Шмаровим, внаслідок якого командувач ВМС подав рапорт про свою відставку. Конфлікт залагодив Президент України Леонід Кучма. Перебуваючи у Севастополі 22 серпня, Президент заявив, що «штаб ВМС має бути у Севастополі — із цього треба виходити в першу чергу».
У 1995 році починається поступовий прийом в склад ВМС об'єктів Чорноморського флоту за межами кримського півострова. З 14 по 17 березня 1995 року до складу ВМС були прийняті Ізмаїльський і Очаківський гарнізони, а з 7 грудня розпочався прийом ще 140 об'єктів ЧФ. 27 березня 1996 року під керівництвом командувача ВМС України віце-адмірала Безкоровайного, були урочисто підняті Військово-Морські прапори України на кораблях колишньої Кримської військово-морської бази. Однак, командувач і штаб ВМС вимушені були приймати фактично розграбовані кораблі, військові містечка, техніку й майно.
8 травня 1996 року віце-адмірал Володимир Безкоровайний після введення інституту заступників Міністра оборони призначається заступником Міністра оборони — командувачем Військово-Морських Сил України і членом колегії Міністерства оборони України.
Квітневу 1996 року директиву командувача ВМС про проведення самостійних оперативно-тактичних навчань національного флоту «Море-96» багато хто вважав фантастикою. Та Безкоровайний зумів провести спільні маневри кораблів і морської авіації. У навчаннях узяли участь понад 2,5 тисячі моряків, льотчиків, морських піхотинців та інших військовиків ВМС. Вже через два тижні після «Моря-96» «Гетьман Сагайдачний» і великий десантний корабель «Костянтин Ольшанський» з українською морською піхотою на борту вийшли з Чорного моря, пройшли Егейське і Середземне моря і вийшли у Атлантичний океан. Здолавши понад 6000 миль і з честю пройшовши випробування атлантичним ураганом «Едвард», загін українських військових кораблів прибув до військово-морської бази США Норфолк. Разом з українськими кораблями Україну в США представляв і командувач ВМС Безкоровайний. На зворотному шляху українські кораблі відвідали Понта-Делгада і Гібралтар, провели спільні навчання з кораблями ВМС США, Італії і Франції. 18 жовтня 1996 року загін українських бойових кораблів увійшов до Севастополя. За 64 доби походу кораблі Військово-Морських сил України двічі перетнули океан, три протоки і п'ять морів, здолавши понад 12000 миль. Похід твердо закріпив статус Військово-Морських Сил України як реальної військової сили.
22 жовтня на колегії Міністерства оборони України Володимир Безкоровайний виступив з заявою, що виконавши програму розбудови флоту він подає у відставку. Разом з командувачем на знак незгоди з позицією міністерства оборони щодо Військово-Морських Сил подали рапорти на звільнення начальник штабу — перший заступник командувача ВМС контрадмірал Микола Костров і заступник командувача ВМС контрадмірал Олексій Риженко.
28 жовтня 1996 року указом Верховного Головнокомандувача Збройних Сил України — Президента України Леоніда Кучми Володимир Герасимович Безкоровайний був звільнений з посади заступника Міністра оборони — командувача Військово-Морських Сил України і направлений у розпорядження Міністра оборони. Одночасно він був виведений і зі складу колегії Міністерства оборони України.
В подальшому Володимир Герасимович займав посаду помічника Міністра оборони, в компетенцію якого входили питання розподілу Чорноморського флоту і будівництва Військово-Морських Сил. У квітні 1997 року як помічник Міністра оборони, він брав участь у проведенні перших ракетних стрільб ракетно-артилерійської бригади берегової оборони ВМС. У серпні 1998 року віце-адмірал В. Безкоровайний звільнився у відставку.

### Громадська діяльність

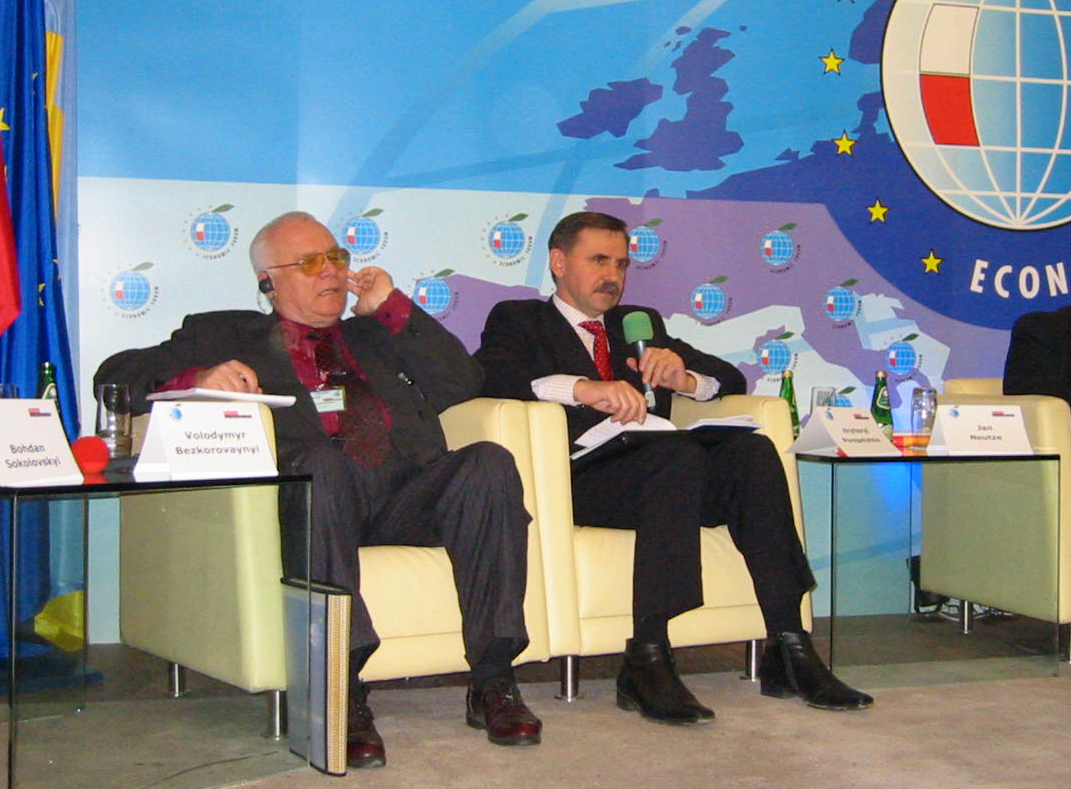
Володимир Безкоровайний і директор Інституту зовнішньої політики Дипломатичної академії України Григорій Перепелиця на XVII економічному форумі. Польща. Криниця. 2007 рік

Після звільнення у відставку Володимир Герасимович Безкоровайний разом з сім'єю оселився в Києві. Вів активну громадську роботу. З 2001 року беззмінно виконував обов'язки керівника Української морської партії. Керував воєнними програмами Фонду «Стратегія-1». був членом-кореспондентом Академії інженерних наук України. Багато публікувався з питань національної безпеки і оборони України, розбудови українського національного флоту.

## Примітки

Могила Володимира Безкоровайного.